# Hurigny
Hurigny település Franciaországban, Saône-et-Loire megyében. Lakosainak száma 1908 fő (2022. január 1.). Hurigny Laizé, Charnay-lès-Mâcon, Chevagny-les-Chevrières, Mâcon, La Roche-Vineuse és Sancé községekkel határos.

## Népesség
A település népességének változása:
| Lakosok száma | 1949 | 1964 | 1999 | 1983 | 1968 | 1954 | 1935 | 1918 | 1908 |
|               | 2013 | 2015 | 2016 | 2017 | 2018 | 2019 | 2020 | 2021 | 2022 |